# Альфонсо Армада
Альфонсо Армада Комін, 9-й маркіз Санта-Крус-де-Рівадулла (ісп. Alfonso Armada y Comyn, 12 лютого 1920 — 1 грудня 2013) — іспанський військовий офіцер, учасник громадянської війни в Іспанії та спроби державного перевороту в Іспанії 1981 року.

## Біографія
Армада народилася в аристократичній та промонархічній родині. Він приєднався до фракції націоналістів у громадянській війні в Іспанії, а також брав участь в блокаді Ленінграда під час Другої світової війни разом із нацистами та Блакитною дивізією. Армада здобула популярність протягом десятиліть, зрештою ставши наставником, а потім помічником Хуана Карлоса, і став частиною королівського дому Іспанії, коли Хуан Карлос став королем.
Армада була головною фігурою в спробі державного перевороту в Іспанії 1981 року. Хоча він прикинувся посередником у перевороті, пішовши до Конгресу депутатів після того, як Антоніо Техеро взяв законодавчий орган у заручники, повна участь Армади незабаром виявилася: Він був одним із «трьох головних змовників», і планував стати президентом. Коли Армада пішов до законодавчого органу, він і Техеро не погодилися щодо напряму діяльності уряду, і переворот провалився. Протягом п'яти днів Армада була звільнена з усіх посад і заарештована.
У квітні 1983 року Армада був засуджений до 30 років ув'язнення, але в грудні 1988 року отримав помилування за станом здоров'я. Він провів решту свого життя в Рівадулла, Галісія, Іспанія, і помер у 2013 році.